# Maria Adelaide di Savoia
Maria Adelaide di Savoia (Torino, 6 dicembre 1685 – Versailles, 12 febbraio 1712) nata principessa di Savoia, fu la moglie di Luigi, duca di Borgogna. Fu la madre del futuro re Luigi XV.
Figlia maggiore di Vittorio Amedeo II di Savoia e della prima moglie Anna Maria d'Orléans, fu fidanzata al Duca di Borgogna nel giugno del 1696 e si trasferì in Francia in virtù del Trattato di Torino. Titolata Duchessa di Borgogna fino al 1711, alla morte del suocero, il Gran Delfino, divenne Delfina di Francia. Morì di morbillo nel 1712 seguita una settimana dopo dal marito.

## Biografia

### Infanzia

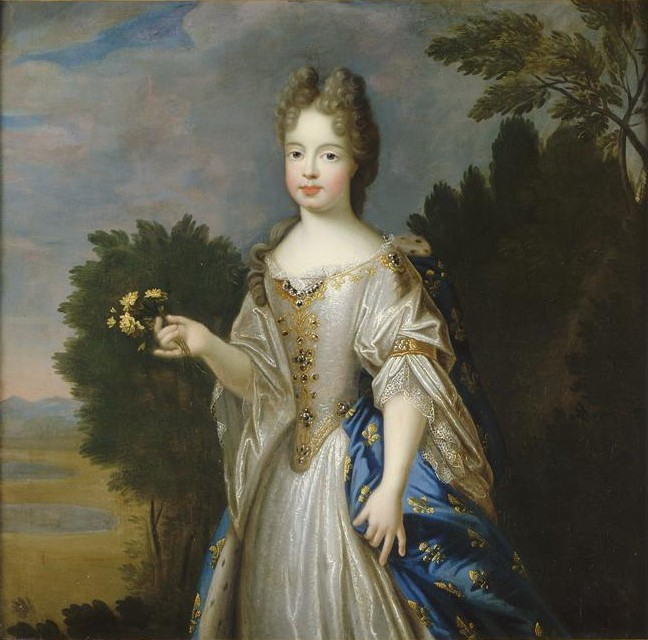
Maria Adelaide ritratta all'età di 15 anni da Pierre Gobert.

Nata al Palazzo Reale di Torino nel dicembre del 1685, era la figlia maggiore di Vittorio Amedeo II, duca di Savoia e della moglie francese Anna Maria d'Orléans. Suo padre era Duca di Savoia sin dalla sua ascesa al trono nel 1675. Sua madre era nipote di Luigi XIV in quanto figlia di Filippo di Francia ed Enrichetta d'Inghilterra. La sua nascita costò quasi la vita della madre sedicenne, ma ben presto Anna Maria d'Orléans si riprese.
In quanto femmina, Maria Adelaide non aveva i requisiti per ereditare il Ducato di Savoia a causa della legge salica. Sua nonna Maria Giovanna Battista di Savoia-Nemours e il principe di Carignano furono la sua madrina e il suo padrino di battesimo. Maria Adelaide fu particolarmente legata alla nonna e alla madre, la quale, in contrasto con il protocollo regale dell'epoca, allevò lei stessa i figli. Da bambine, Maria Adelaide e sua sorella Maria Luisa frequentarono la Vigna di Madama alle porte di Torino ed effettuavano visite settimanali alla loro nonna a Palazzo Madama a Torino.

### Fidanzamento e matrimonio

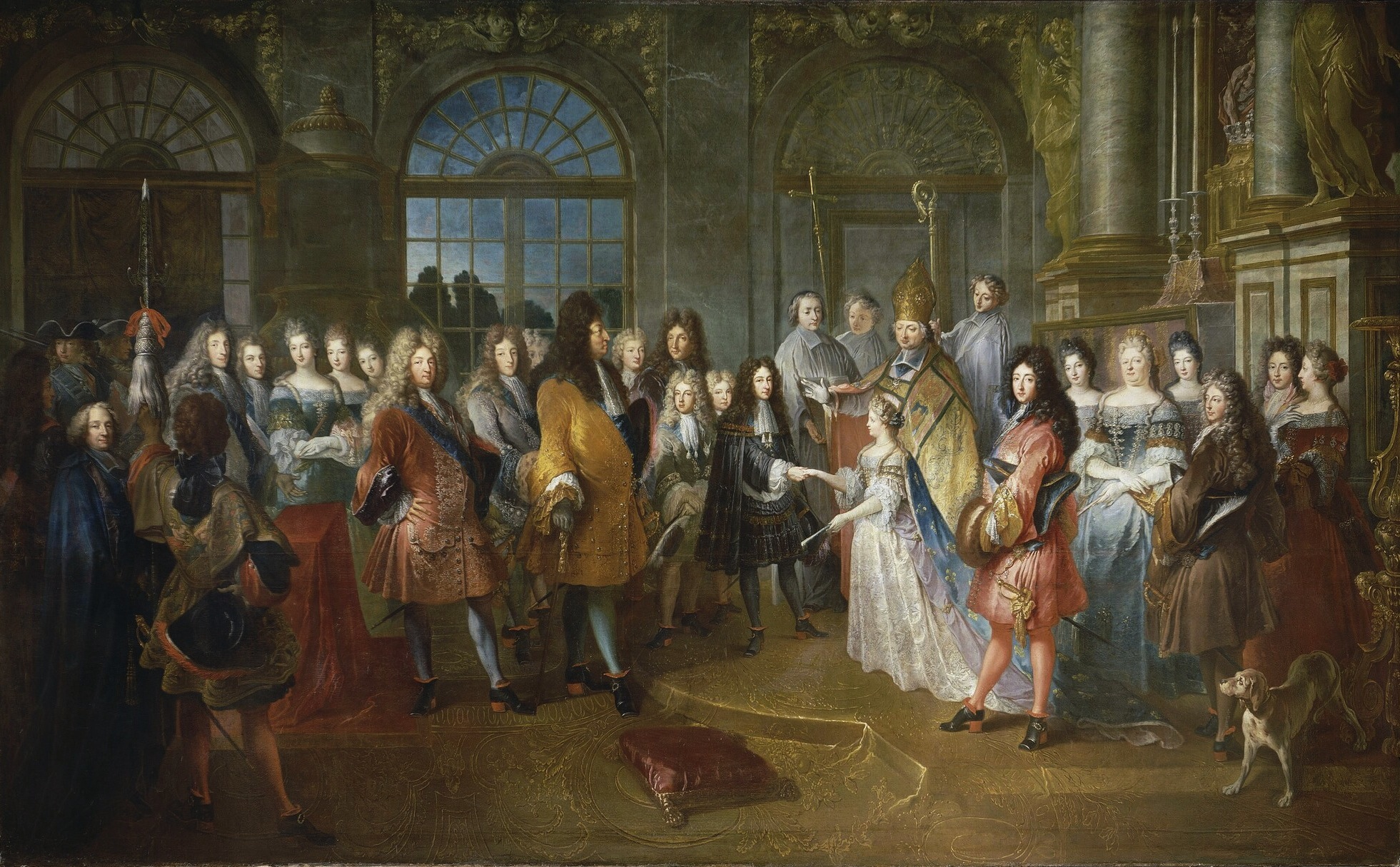
Il matrimonio del e della principessa Maria Adelaide in un ritratto di Antoine Dieu del 1715

Il matrimonio della principessa avvenne grazie al Trattato di Torino. Questo trattato tra suo padre e Luigi XIV di Francia concordava che il padre avrebbe sostenuto Luigi XIV nella Guerra dei Nove Anni. I domini di suo padre erano stati devastati durante la guerra e il trattato sembrava essere una soluzione.
Vittorio Amedeo aveva proposto Maria Adelaide come candidata per il matrimonio con l'arciduca Giuseppe, ma l'imperatore Leopoldo I aveva rifiutato a causa della giovane età della coppia. Il Trattato di Torino fu negoziato sotto l'influenza del Maresciallo Tessé che suggerì che la principessa fosse inviata in Francia per sposare un principe francese. La scelta, infine, ricadde sul principe Luigi di Francia, duca di Borgogna, il figlio maggiore del Gran Delfino e di sua moglie Maria Anna Vittoria di Baviera.

### Duchessa di Borgogna (1697-1711)

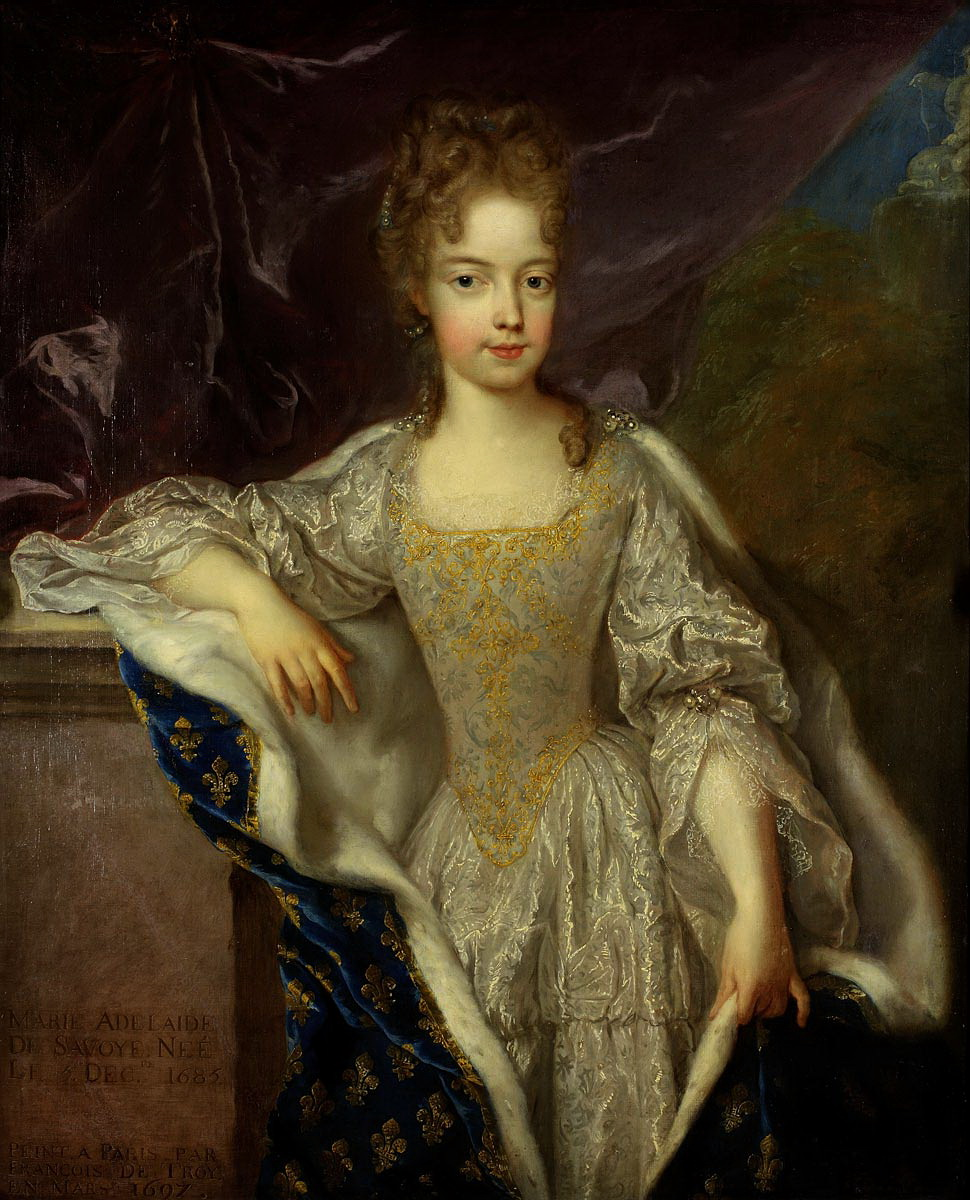
Maria Adelaide, duchessa di Borgogna (1698).

Conosciuta in Francia come Marie Adélaïde de Savoie, si recò a Montargis nel novembre 1696 dove fu accolta da Luigi XIV. A causa della sua giovane età, il suo effettivo matrimonio fu rinviato; durante quel periodo fu soprannominata la Principessa. Sotto l'influenza di Madame de Maintenon trascorreva tre giorni a settimana al convento di Saint-Cyr dove fu educata. Sposò ufficialmente il Duca di Borgogna a Versailles il 7 dicembre 1697. L'evento ebbe luogo dopo la firma del Trattato di Ryswick che poneva fine alla Guerra dei Nove Anni.
La nuova Duchessa di Borgogna era molto legata al re e a Madame de Maintenon. Maria Adelaide arrivò a Versailles "come una ventata di aria fresca" rianimando la monotona corte.
Usò la sua influenza sull'anziano re per assicurarsi che i suoi nemici politici non potessero promuovere ulteriormente le loro cause. I membri del gruppo, a lei avverso, noto come la cabale de Meudon facevano seguito a suo suocero, il Gran Delfino, per garantire se stessi una volta che questi fosse asceso al trono (il che non avvenne per la sua prematura morte). La grande nemica di Maria Adelaide fu la Duchessa di Borbone, figlia di Luigi XIV e Madame de Montespan. Madame la Duchesse desiderava che sua figlia Mademoiselle de Bourbon sposasse Carlo, duca di Berry, figlio minore del Gran Delfino. Per mantenere la propria influenza, la duchessa di Borgogna organizzò il matrimonio di Berry con Mademoiselle d'Orléans, figlia di Filippo d'Orléans e di sua moglie Francesca Maria di Borbone-Francia.
La duchessa di Borgogna diede alla luce il suo primo figlio nel 1704. Al bambino, un maschio che ebbe vita breve (morì nel 1705), fu dato il titolo di duca di Bretagna. Maria Adelaide ebbe altri due figli: uno nel 1707 (morto a 5 anni) e l'ultimo, il futuro re Luigi XV di Francia, nel 1710.

### Delfina di Francia (1711-1712)
Al principio dell'aprile del 1711, suo suocero Le Grand Dauphin si ammalò di vaiolo che lo portò alla morte il 14 aprile nella sua residenza di Meudon. Ella e suo marito divennero dunque Delfini di Francia.
La corte a lutto si recò a Fontainebleau da dove tornò a Versailles nel febbraio del 1712. A Fontainebleau la Delfina si ammalò di febbre che degenerò in morbillo. Sottoposta a salassi, le furono poi somministrati degli emetici, ma infine morì, a Versailles, a soli 26 anni. Luigi XIV e Madame de Maintenon erano immersi nella tristezza. La duchessa madre d'Orléans disse in seguito che era stata l'unica persona che Luigi XIV avesse mai veramente amato. La famiglia reale si trasferì a Marly per evitare la diffusione dell'infezione. Fu lì che lo stesso Delfino, anch'egli ammalatosi di morbillo, morì sei giorni dopo sua moglie.
La coppia fu sepolta insieme nella Basilica di Saint Denis il 23 febbraio 1712. Suo figlio il Duca di Bretagna successe come Delfino ma morì nel marzo successivo per sanguinamento eccessivo. L'unico figlio che sopravvisse all'epidemia fu il futuro Luigi XV di Francia, che, con la sua governante, Madame de Ventadour, rimase nel suo appartamento, lontano dai medici. Madame de Ventadour è nota per aver salvato la vita del piccolo Luigi XV. Luigi XV in seguito chiamò la sua quartagenita Marie Adélaïde in onore di sua madre.

### Morte
La Delfina morì nel suo ventiseiesimo anno di vita come sua zia Maria Luisa di Borbone-Orléans, regina di Spagna, la nonna Enrichetta, duchessa di Orléans e la sorella Maria Luisa, regina di Spagna.
È stata oggetto di una statua conservata al Museo del Louvre nel quale ha posato come la dea greca Diana che fu realizzata da Antoine Coysevox nel 1710.

## Discendenza
La principessa Maria Adelaide di Savoia e il principe Luigi di Francia ebbero tre figli, due dei quali morirono ancora bambini:
- N.[1] di Francia, duca di Bretagna (1704-1705);
- Luigi di Francia, duca di Bretagna;
- Luigi XV di Francia fidanzato con Marianna Vittoria di Spagna; sposò Maria Leszczyńska dalla quale ebbe figli.

La Duchessa di Borgogna ebbe inoltre due aborti, riportati dal marchese Philippe de Courcillon de Dangeau, suo cavaliere d'onore, nel suo Journal: uno il 7 maggio 1703 e il 23 aprile 1708.

## Ascendenza
|                                           |                       |                                     | Genitori                    |  |  | Nonni |  |  | Bisnonni                    |  |  | Trisnonni                  |  |
|                                           |                       |                                     |                             |  |  |       |  |  | Vittorio Amedeo I di Savoia |  |  | Carlo Emanuele I di Savoia |  |
|                                           |                       |                                     |                             |  |  |       |  |  | Vittorio Amedeo I di Savoia |  |  | Carlo Emanuele I di Savoia |  |
|                                           |                       | Caterina Michela d'Asburgo          |                             |  |  |       |  |  | Vittorio Amedeo I di Savoia |  |  |                            |  |
| Carlo Emanuele II di Savoia               |                       |                                     |                             |  |  |       |  |  | Vittorio Amedeo I di Savoia |  |  |                            |  |
|                                           |                       | Cristina di Borbone-Francia         | Enrico IV di Francia        |  |  |       |  |  |                             |  |  |                            |  |
|                                           |                       | Cristina di Borbone-Francia         | Enrico IV di Francia        |  |  |       |  |  |                             |  |  |                            |  |
|                                           |                       | Cristina di Borbone-Francia         | Maria de' Medici            |  |  |       |  |  |                             |  |  |                            |  |
| Vittorio Amedeo II di Savoia              |                       | Cristina di Borbone-Francia         |                             |  |  |       |  |  |                             |  |  |                            |  |
|                                           |                       | Carlo Amedeo di Savoia-Nemours      | Enrico I di Savoia-Nemours  |  |  |       |  |  |                             |  |  |                            |  |
|                                           |                       | Carlo Amedeo di Savoia-Nemours      | Enrico I di Savoia-Nemours  |  |  |       |  |  |                             |  |  |                            |  |
|                                           |                       | Carlo Amedeo di Savoia-Nemours      | Anna di Lorena              |  |  |       |  |  |                             |  |  |                            |  |
| Maria Giovanna Battista di Savoia-Nemours |                       | Carlo Amedeo di Savoia-Nemours      |                             |  |  |       |  |  |                             |  |  |                            |  |
|                                           |                       | Elisabetta di Borbone-Vendôme       | Cesare di Borbone-Vendôme   |  |  |       |  |  |                             |  |  |                            |  |
|                                           |                       | Elisabetta di Borbone-Vendôme       | Cesare di Borbone-Vendôme   |  |  |       |  |  |                             |  |  |                            |  |
|                                           |                       | Elisabetta di Borbone-Vendôme       | Francesca di Lorena         |  |  |       |  |  |                             |  |  |                            |  |
| Maria Adelaide di Savoia                  |                       | Elisabetta di Borbone-Vendôme       |                             |  |  |       |  |  |                             |  |  |                            |  |
|                                           | Luigi XIII di Francia | Enrico IV di Francia                |                             |  |  |       |  |  |                             |  |  |                            |  |
|                                           | Luigi XIII di Francia | Enrico IV di Francia                |                             |  |  |       |  |  |                             |  |  |                            |  |
|                                           | Luigi XIII di Francia | Maria de' Medici                    |                             |  |  |       |  |  |                             |  |  |                            |  |
| Filippo I di Borbone-Orléans              | Luigi XIII di Francia |                                     |                             |  |  |       |  |  |                             |  |  |                            |  |
|                                           |                       | Anna d'Austria                      | Filippo III di Spagna       |  |  |       |  |  |                             |  |  |                            |  |
|                                           |                       | Anna d'Austria                      | Filippo III di Spagna       |  |  |       |  |  |                             |  |  |                            |  |
|                                           |                       | Anna d'Austria                      | Margherita d'Austria-Stiria |  |  |       |  |  |                             |  |  |                            |  |
| Anna Maria d'Orléans                      |                       | Anna d'Austria                      |                             |  |  |       |  |  |                             |  |  |                            |  |
|                                           |                       | Carlo I d'Inghilterra               | Giacomo I d'Inghilterra     |  |  |       |  |  |                             |  |  |                            |  |
|                                           |                       | Carlo I d'Inghilterra               | Giacomo I d'Inghilterra     |  |  |       |  |  |                             |  |  |                            |  |
|                                           |                       | Carlo I d'Inghilterra               | Anna di Danimarca           |  |  |       |  |  |                             |  |  |                            |  |
| Enrichetta Anna Stuart                    |                       | Carlo I d'Inghilterra               |                             |  |  |       |  |  |                             |  |  |                            |  |
|                                           |                       | Enrichetta Maria di Borbone-Francia | Enrico IV di Francia        |  |  |       |  |  |                             |  |  |                            |  |
|                                           |                       | Enrichetta Maria di Borbone-Francia | Enrico IV di Francia        |  |  |       |  |  |                             |  |  |                            |  |
|                                           |                       | Enrichetta Maria di Borbone-Francia | Maria de' Medici            |  |  |       |  |  |                             |  |  |                            |  |
|                                           |                       | Enrichetta Maria di Borbone-Francia |                             |  |  |       |  |  |                             |  |  |                            |  |